# Ökentaggleguan
Ökentaggleguan (Sceloporus magister) är en ödleart som ingår i släktet Sceloporus, och familjen Phrynosomatidae. IUCN kategoriserar arten globalt som livskraftig.
Ökentaggleguan förekommer i sydvästra USA och nordvästra Mexiko.
Dess habitat är torra och halvtorra regioner, från slätter till lägre bergssluttningar, torr busk- och skogsmark, områden med mesquite-  och yuccaträd, buskiga områden längs arroyos och floder och liknande. Den kan klättra i träd, och återfinns också på klippor eller på marken i närheten av skyddande håligheter eller buskar.